# Berufstheorie (Medizin)
Der Begriff Berufstheorie bezeichnet Grundlagenwissen, das unter den Rahmenbedingungen der Praxis in der Allgemeinmedizin wissenschaftlich geschaffen wurde und das auf die Berufsausübung theoretisch vorbereitet.

## Der BegriffBerufstheorie
Der Begriff wird unterschiedlich verwendet. Er kommt in der Berufswissenschaft und in wissenschaftlichen Abhandlungen über Berufe an sich, aber auch beispielsweise in Erläuterungen zur Pädagogik, insbesondere in der Pastoraltheologie vor.

## Verwendung des Begriffs in der Ausbildung
Die Ausbildung für handwerkliche und andere Lehrberufe erfolgt meist direkt im jeweiligen Berufsumfeld und in der spezifischen Berufsschule (duale Ausbildung). In den Curricula und auch in Prüfungsunterlagen dieser und anderer berufsbildenden Schulen findet man den Gegenstand Berufstheorie gleichrangig neben Berufspraxis. 
Die akademische (Berufs-)ausbildung beinhaltet eine intensive theoretische Wissensvermittlung, die der eigentlichen Berufsausübung vorausgeht. Einzelne kurze Praktika während des Studiums geben zwar Einblicke in das mögliche zukünftige Berufsleben, Theorie und Praxis werden aber als Gegensatzpaar empfunden. Was von dem gelernten Wissen auch praktisch von Bedeutung ist, erschließt sich oft erst durch jahrelange Erfahrung im tatsächlichen Berufsalltag. Dieser Kenntnisgewinn ist individuell unterschiedlich und auf den Einzelnen beschränkt. 

## Berufstheorie in der Angewandten Medizin
Der Begriff Berufstheorie in der Medizin wurde wesentlich von Robert N. Braun geprägt. Deshalb werden bewusst Originalzitate von ihm hier angeführt.

### Entdeckung einerterra incognita, eines wissenschaftlichen Neulands
Braun beschreibt, dass er nach einem erfolgreichen Studium überzeugt war, eine „Allgemeinpraxis vorbildlich betreiben zu können. Das erwies sich jedoch als eine Illusion. Nach Hilfen im Schrifttum suchte ich vergebens. […] Ich suchte das Gespräch mit Absolventen anderer Studienrichtungen. Sie alle beanstandeten die Berufsfremdheit ihrer akademischen Erziehung. Ich war also auf die breite Kluft zwischen Hochschullehre und den Berufserfordernissen gestoßen. So beschloss ich die eigene Berufstätigkeit zu analysieren. Das eröffnete ein riesiges wissenschaftliches Neuland.“

### Berufstheoretisches Forschen
Das wissenschaftliche Herangehen an die Medizin von der Praxis her bezeichnet Braun als berufstheoretische Forschung.

„Kümmert man sich wissenschaftlich um die angewandte Heilkunde, dann stößt man auf verschiedene Faktoren, die sie mitbestimmen: Zum Beispiel ist für die ärztlichen Tätigkeiten nur ein gewisses Maß an Geld und an sonstigen Mittel verfügbar. Mit genauen Kenntnissen über diesen Rahmen lassen sich die äußeren Möglichkeiten bei der jeweiligen Berufstätigkeit erforschen.“

„Berufstheoretisch Forschen heißt, die angewandte Medizin unter den jeweiligen äußeren Bedingungen zu analysieren.“ „Im Unterschied zur voraussetzungslosen Erforschung des menschlichen Körpers und der Krankheiten war die angewandte Medizin nur erforschbar, durch Einführung von Bezügen zur Realität der Berufsausübung. Diese Wissenschaftlichkeit unter Berücksichtigung der äußeren Umstände nenne ich – im Unterschied zur Wissenschaftstheorie – die Berufstheorie.“ Diese wissenschaftliche Richtung „dürfte prinzipielle Bedeutung für alle akademischen Berufe haben, besonders hinsichtlich ihrer Beziehungen zur traditionellen Wissenschaft und zur Hochschulausbildung“, führt Braun weiter aus.

### Braunsches Kugelmodel

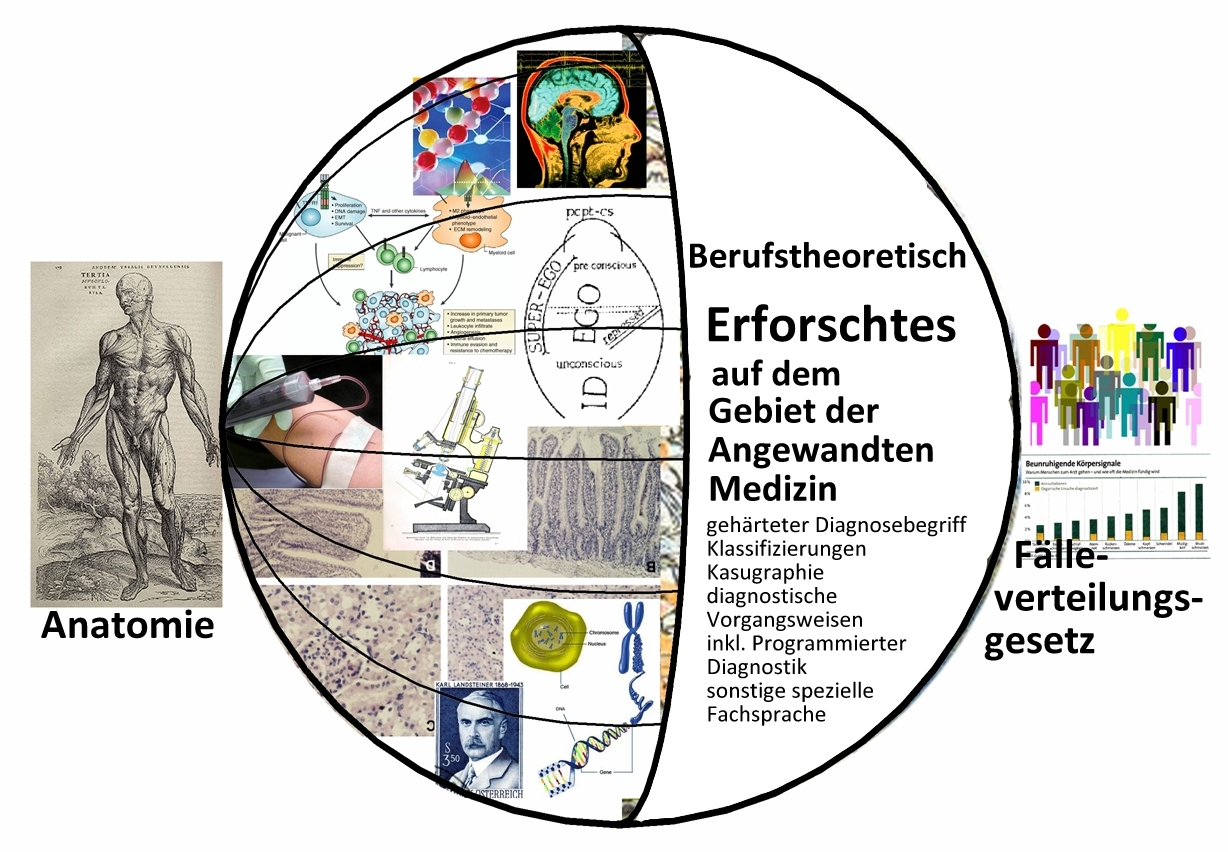
Abb.: Braunsches Kugelmodell, nach einer Abbildung in Robert N. Braun, Waltraud Fink, Gustav Kamenski: Angewandte Medizin. Wissenschaftliche Grundlagen. Facultas, Wien 2004, ISBN 978-3-85076-649-4, S. 26 – illustriert und modifiziert für eine Präsentation Who is Robert N. Braun? von Waltraud Fink und Gustav Kamenski anlässlich der WONCA Europe Conference 2012 im Austria Center Vienna

Um die Begriffe Berufstheorie und berufstheoretische Forschung zu veranschaulichen ist das Braunsche Kugelmodel hilfreich. Erstmals wurde es im Lehrbuch 1986 verwendet, später modifiziert und verfeinert. Die Kugel steht für die gesamte Medizinwissenschaft.
Braun erläutert: „Wie konnte man nun symbolisieren, dass die traditionelle Medizin-Wissenschaft erst die Hälfte des Erforschbaren umfasst? Dafür schuf ich das Modell einer wachsenden Kugel.“ Die eine Halbkugel repräsentiert das gesamte Wissen von der Anatomie, Physiologie, Histologie bis hin zu den kleinsten Details aller erforschten Krankheiten, ihrer Entstehung, ihres Verlaufs, und all den diagnostischen und therapeutischen Möglichkeiten. Die andere Halbkugel beinhaltet das gesicherte Wissen darüber, wie man all die Erkenntnisse über Krankheiten im Praxisalltag gezielt zum Wohl des einzelnen ratsuchenden Menschen anwenden kann. 
„Wie die traditionelle Medizinforschung letztlich auf den Gesetzmäßigkeiten des menschlichen Körperbaus fußt, ebenso bildet das Fälleverteilungsgesetz die Grundlage für die Erschließung der angewandten Heilkunde. Dementsprechend nimmt diese Regelmäßigkeit der Fälleverteilung im Kugelmodell den Platz am rechten (mathematischen) Pol ein – gegenüber der Anatomie am linken. Ausgehend von der normalen Anatomie, versinnbildlicht die, mit Forschungsergebnissen bis zum Äquator angefüllte linke Kugelhälfte die gesamten Resultate der traditionellen Medizinforschung.“
In die rechte Kugelhälfte, also in die Terra incognita der angewandten Medizin forschend einzudringen gelingt nur mittels einer „elementaren Methodik“. Diese wiederum ist charakterisiert durch neue, notwendig gewordene, Begriffe, sowie durch eigenständige Gesetzmäßigkeiten.

### Wesentliche berufstheoretische Erkenntnisse
Angesichts des enormen medizinischen Gesamtwissens mutet es bescheiden an, was bisher an vermittelbaren Wissen aus der berufstheoretischen Forschung hervorgegangen ist. Dennoch ist die Aneignung der Erkenntnisse ein sicheres Gerüst für eine professionelle Ausübung der Allgemeinpraxis von Beginn an. Geht man mit Offenheit und kritischem Denken an die vorhandenen Ergebnisse der berufstheoretischen Forschung heran, kann man die Praxis befriedigend erleben und Patienten und Patientinnen eine bestmögliche Betreuung bieten.
Die Berufstheorie ist das gesicherte Wissen um die angewandte Heilkunde. Es umfasst die Methodik und die Erkenntnisse aus der bisherigen berufstheoretischen Forschung. Die bestimmenden Rahmenbedingungen in der Praxis (Zeit, Geld, Arzt, Patient, Gesellschaft) finden dabei ihre Berücksichtigung. 
Damit ist, zumindest für die Allgemeinmedizin, die Arbeitsmethodik lehrbar geworden..
Fester Bestandteil der Lehre sind das Fälleverteilungsgesetz und die neuen Fachbegriffe, u. a. Abwendbar Gefährlicher Verlauf und Abwartendes Offenlassen. Der wichtigste Eckpfeiler ist die Härtung des Diagnose-Begriffs und die daraus folgende Klassifizierung der nicht diagnostizierbaren Fälle als Symptome, Symptomgruppen und Bilder von Krankheiten. Bewusst gemacht wird das diagnostische Vorgehen von der Beratungsursache, also von der präsentierten Gesundheitsstörung aus. Speziell für die Erfordernisse in der allgemeinmedizinische Praxis gelten die Kasugraphie (Benennung der Beratungsergebnisse mittels definierter Nomenklatur für regelmäßig vorkommende Gesundheitsstörungen) und die Programmierte Diagnostik (Handlungsanweisungen, die aus der Praxis entstanden sind).